# 蔡明亮
蔡明亮（1957年10月27日—），是一位出生於東馬砂拉越並移居至台灣的電影導演，其電影在國內外各大重要影展獲得重大獎項，是在國際間享有高知名度的電影作者，為馬來西亞人在台灣電影代表人物之一，曾在歐洲三大國際影展獲得多個重要獎項，包括以《愛情萬歲》（1994）與《郊遊》（2013）於威尼斯影展分別獲得金獅獎與評審團大獎，以及以《河流》（1997）於柏林影展獲得銀熊獎、《日子》（2020）獲得泰迪熊獎評審團獎，《臉》（2009）成為羅浮宮首度典藏電影，創下藝術電影的標竿與典範。共四度入圍威尼斯影展、三度入圍坎城影展、三度入圍柏林影展、八度入圍金馬獎最佳導演。

## 生平

### 早年生活
蔡明亮於1957年出生於砂拉越古晋市，祖籍為廣東揭阳，他在七名兄弟姊妹中排行第三，家裡經營麵攤生意。1960年大弟出生搬去與外公外婆同住，外公外婆家靠近市區，經常輪流帶蔡明亮去看電影，經常一天看2部片。1968年課業成績不好而被爸爸帶回家，離開外公外婆家，從此經常躲在蚊帳裡幻想，幻想跟外公一起逃到深山，而且每次的幻想劇情都不一樣，有時幻想情節還會感動了自己流下了眼淚；這影響了他日後作品對於封閉空間的感度與表現都極為敏銳。1971年就讀古晉中華第一中學，因為學校近市區，所以再度搬去與外公外婆同住。1972年，蔡明亮在國二時外公罹患阿茲海默症，因此他全心全力地照顧外公，留級一年；他也開始投稿創作，最常投的是國際時報，從此，漸漸開始養成寫作的習慣，第一篇採用的文章叫「靜靜的沙勞越河」，被刊在『詩華日報』上。
1974年，高二的蔡明亮組織了話劇社、投稿電台廣播劇，確信自己對戲劇的著迷。1976年，高中畢業，做了兩個月的水泥工人、『詩華日報』收帳人員、中文家教等職業。
1977年，來台灣發展，先在師大語文中心修中文課，同時準備考試決定念自己喜歡的戲劇。
1978年，考進中國文化大學戲劇系影劇組，開始大量地看電影。
1979年，大二，王小棣老師帶給他的「生活劇場」概念，在他日後的電視作品中表現無遺；漸漸地發現自己熱愛電影更甚戲劇。
1981年，大四下學期當電影場記，首次接觸電影製作。
1982年，和同學成立「小塢劇場」團員四個人，完成第一部舞台劇「速食酢醬麵」。因「小塢劇場」的舞台劇「九重葛」獲邀參加第三屆「實驗劇展」，算是獲得了正式的肯定。之後在中國文化大學影劇系畢業。
1983年，編導舞台劇「黑暗裡打不開的一扇門」，全片四十分鐘沒有任何對白；李幼新曾推崇此劇是台灣劇場界最早觸碰到男同性戀題材先驅之一。
在王小棣的推介下，著手撰寫電影劇本《小逃犯》（1984），因被要求先完成另一個劇本，關在旅館28天後完成第一個電影劇本《風車與火車》（1983）。
1984年，編導舞台劇「房間裡的衣櫃」。
與小野合編電影劇本《策馬入林》（1984）。
1985年，「小塢劇場」推出張國祥的「倒數670」、于光中的「陽光的季節」。
與于光中合編電影劇本《陽春老爸》（1985）。並完成電影劇本《好小子Ⅲ：苦兒流浪記》（1987），堪稱蔡明亮最怪異的編劇作品；結識唐威，這是之後他為唐威寫作電視劇本的因緣起始，也為他日後成為電影導演鋪了路。
1986年，「小塢劇場」活動暫告停止。
1987年，完成電影劇本《黃色故事》第一段（1987），電影編劇生涯暫告一個段落，與恩師王小棣合作轉往電視圈繼續發展。
1989年，開始了電視圈的工作。編寫電視連續劇「不了情」，創下高收視率，因此，獲得了執導電視單元劇「海角天涯」（華視）的機會，開始了電視劇導演的工作。「海角天涯」被英國影評人東尼雷恩讚譽為：「這是我1989年所看過全世界最好的電視影片之一」。
1990年，編導電視單元劇「小市民的天空」系列中的「我的英文名字叫瑪莉」、「麗香的感情線」、「阿雄的初戀情人」。
1991年，「麗香的感情線」獲得金鐘獎最佳導播，這是蔡明亮的第一個「金鐘獎」。編導電視單元劇「小市民的天空」系列中的「給我一個家」。「小市民的天空」系列中蔡明亮總共拍了4部，其中他自己最喜歡「給我一個家」。拍攝電視單元劇「小孩」，結識李康生—蔡明亮電影中的男主角，也開啟了執導電影的機會，往人生重要的另一個階段走去。

### 1992-1998
中影副總經理徐立功主動洽談拍電影，第一部電影導演處女作《青少年哪吒》就在這個機緣下被完成，且在上映前就先獲得中時晚報電影獎「最佳影片」。
當蔡明亮拍攝《小孩》(1991)時，偶然地在西門町一個青少年聚集的電動遊樂場中發現了從來沒有受過任何表演訓練的李康生，1992年蔡明亮完成了以李康生為主角首部電影長片《青少年哪吒》，在國際上獲得許多獎項，包括獲得東京影展銅獎、法國南特影展處女作最佳影片獎、義大利都靈影展最佳影片獎，在金馬獎也入圍最佳導演與最佳原著劇本獎。從這部片開始，蔡明亮開始創作以李康生飾演「小康」這個角色的電影。
1994年，蔡明亮以《愛情萬歲》獲得威尼斯影展金獅獎、費比西獎、金馬獎最佳導演獎等獎項；1997年以《河流》獲得柏林影展評審團特別銀熊獎；1998年電影《洞》在籌措資金的階段，就預賣給法國高矮公司，成為他們在電視上所放映以「西元2000年來臨的那一刻」為主題的十部影片其中之一，完成受法國電視台「2000年見聞」計畫之託的《洞》，首次進入第51屆坎城影展正式競賽單元，並獲得費比西國際影評人獎。這段時期，蔡明亮接連以三部電影在威尼斯、柏林與坎城影展獲獎，奠定其在國際影壇上的藝術地位。
蔡明亮因有感於作品《洞》未受評審尊重，宣布退出本屆金馬獎競賽。
1995年，蔡明亮受邀擔任第45屆柏林影展評審。

### 1999-2009
2000年，蔡明亮聯合李康生與其他獨立電影工作者成立了「汯呄霖電影」，開始自行製作與行銷電影，而除了製作電影之外，尚有紀錄片和廣告影片等業務。2001年，《你那邊幾點》獲選為第54屆坎城影展正式競賽片，在這部片裡他首度將部份場景設在巴黎，並與法國演員尚-皮耶·李奧合作。2002年以紀錄短片《與神對話》描繪台灣廟會文化，獲邀參加法國馬賽紀錄片影展。
2002年，蔡明亮租下即將關門的永和福和戲院，隔年他完成在戲院裡面拍攝的《不散》，進入第60屆威尼斯影展正式競賽元、也和李康生的第一部導演處女作《不見》一起入圍了第四十屆金馬獎「最佳劇情片」。蔡明亮也在同年獲中華民國導演協會票選為「年度最佳導演」。
2004年，《不散》代表台灣參加角逐奧斯卡最佳外語片。蔡明亮獲法國文化部頒發文藝騎士榮譽勳章，是第一位獲此殊榮的台灣導演。
2005年，《天邊一朵雲》在柏林影展正式競賽單元中首映，雖然獲得傑出藝術成就銀熊獎、亞佛雷德鮑爾獎與費比西國際影評人獎，但因電影內的裸露與性愛場景，在台灣引起爭議。蔡明亮也在今年受邀擔任瑞士盧卡諾影展評審。
2006年，德國慕尼黑電影博物館舉辦「蔡明亮電影回顧展」，共放映十二部作品。
2006年，他回到馬來西亞拍攝的《黑眼圈》再度進入威尼斯影展正式競賽單元，但在金馬獎評審團批評他的電影「太過沉浸個人風格」，「電影應該要感動人，還要考慮到票房與觀眾的接受度」後，蔡明亮憤而召開記者會宣布自己將永遠退出金馬獎競賽，同時不再角逐已被提名的女配角及音效獎。本來受邀為金馬國際影展開幕片也宣布臨時撤片。蔡明亮也被釜山影展選為「年度電影大師」，新作《臉》也順利入圍PPP電影企畫案。
羅浮宮在2006年自200多位導演候選名單中，選出蔡明亮拍攝典藏於羅浮宮藝術作品為主題的電影；2009年，蔡明亮以達文西名畫「聖施洗約翰」及背後的故事「莎樂美」為主題完成電影《臉》，由臺灣、法國、荷蘭、比利時四國合製，第三度進入坎城影展正式競賽單元，此為羅浮宮典藏的第一部電影作品。
2007年，丹麥國家電影資料館舉辦專題「台灣製造」，放映蔡明亮六部電影作品。蔡明亮也以裝置藝術作品「是夢」與其他五位藝術家一起代表台灣參加第五十二屆威尼斯雙年展。英國倫敦第二屆台灣電影節舉辦「蔡明亮電影回顧展」，並受邀出席與英國影迷座談。

### 2010-現今

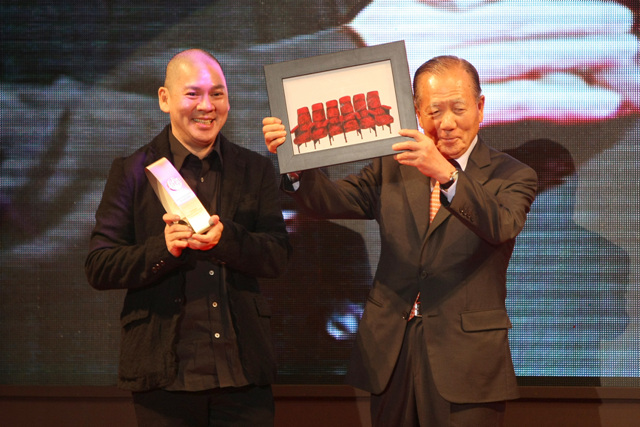
蔡明亮（左一）在2010年釜山國際電影節獲頌「亞洲年度電影工作者」。

2011年，執導由李康生、楊貴媚和陸弈靜主演的舞台劇《只有你》，在國家戲劇院實驗劇場演出。
2013年，蔡明亮以《郊遊》第四度進入第70屆威尼斯影展正式競賽單元，最終獲得評審團大獎，同年在第50屆金馬獎還獲得第二座最佳導演獎。蔡明亮在威尼斯受訪時表示《郊遊》可能是他的最後一部長片作品，未來將專注於拍攝「更像藝術品」的電影或短片 ；他同時也不認同台灣戲院制度，因此《郊游》最後並未在台灣上院線，而是在北師美術館舉辦特展放映。
2014年，他獲頒法國藝術與文學軍官勳位。同年，執導短片《西遊》，並於第64屆柏林影展電影大觀單元首映。執導由李康生主演的舞台劇《玄奘》，並且榮獲第13屆台新藝術獎年度獎。
2015，他赴日拍攝的短片《無無眠》在台北電影獎獲得最佳導演獎。2017年，他在hTC邀請下首次嘗試使用VR技術，最終完成短片《家在蘭若寺》，在第74屆威尼斯影展首次舉辦的VR電影競賽單元中首映；他在受訪時表示預計2018年要拍攝長片作品。同年，他在北師美術館舉辦《聽我細訴——蔡明亮的夏日之歌》演唱會。
2018年，拍攝紀錄片《你的臉》入選第75屆威尼斯影展非競賽片，並且和短片《光》一起在台灣上映。之後榮獲了第56屆金馬獎最佳紀錄片獎、2019年臺北電影獎最佳導演獎和最佳紀錄片獎和第1屆台灣影評人協會獎最佳導演獎。
2020年，睽違7年再拍攝劇情長片《日子》入選了第70屆柏林影展競賽片，榮獲了泰迪熊獎評審團獎並且入選2020年台北電影節閉幕片。
2021年，拍攝兩部短片，《月亮 樹》10月在臺北電影節世界首映，《良夜不能留》入選第78屆威尼斯影展非競賽片，入圍第58屆金馬獎最佳紀錄短片獎。
2022年，在臺北表演藝術中心藍盒子重演由李康生主演的舞台劇《玄奘》。
2023年，聯合其他六位藝術家，一起在台北當代藝術館舉辦《超出建築——田中央＋七位藝術家 聯展》，同年，榮獲第76屆盧卡諾影展榮譽金豹獎。11月，以記錄片《何處》入圍第60屆金馬獎最佳記錄片獎。
2024年，以記錄片《無所住》入選第74屆柏林影展特別展映單元。
2025年，以記錄片《回家》入選第82屆威尼斯影展非競賽片單元。

### 私人生活
蔡明亮於2014年發行的《郊遊》電影書中首次公開承認，自己是一名男同性戀者。
2016年，他針對中國大陸網站許多侵權行為展開行動，包括公開呼籲與密集寫信給各個影音網站，包括騰訊與Bilibili皆撤下蔡明亮作品，並公開道歉。
2020年4月初，中國大陸網路流出還未發行的電影《日子》樣片資源，蔡明亮就此呼籲網友停止觀看盜版資源，阻斷傳播途徑，找出洩露的元兇，並針對傳播者予以警告和表示悲傷。

## 風格
蔡明亮電影風格鮮明，他電影中的人物時常寡言，常以長鏡頭拍攝人物，並以實際時間的流逝來展現角色內在的情緒反應，被許多學者和影評認為是緩慢電影的代表導演之一。水的意象反覆出現在他的作品中；他也曾多次在電影中使用歌舞元素，包括《洞》(1998)、《天邊一朵雲》(2005)與《臉》(2009)。自《河流》(1997)開始，他的每部電影皆有他手寫的簽名。

### 合作演員
蔡明亮時常與同一批演員合作，其中李康生與陸弈靜皆是由他挖掘帶進電影圈，其他長期合作的演員還包括楊貴媚與陳湘琪，苗天則是合作到他過世為止；李奕䫆則為李康生的姪子，演出了兩部電影裡的小孩角色。以下為他常合作的演員名單:
| 演員         | 青少年哪吒 (1992) | 愛情萬歲 (1994) | 河流 (1997) | 洞 (1998) | 你那邊幾點 (2001) | 不散 (2003) | 天邊一朵雲 (2005) | 黑眼圈 (2006) | 臉 (2009) | 郊遊 (2013) | 日子 (2020) |
| ------------ | ----------------- | --------------- | ----------- | --------- | ----------------- | ----------- | ----------------- | ------------- | --------- | ----------- | ----------- |
| 李康生       |                   |                 |             |           |                   |             |                   |               |           |             |             |
| 陸弈靜       |                   |                 |             |           |                   |             |                   |               |           |             |             |
| 楊貴媚       |                   |                 |             |           |                   |             |                   |               |           |             |             |
| 陳湘琪       |                   |                 |             |           |                   |             |                   |               |           |             |             |
| 陳昭榮       |                   |                 |             |           |                   |             |                   |               |           |             |             |
| 苗天         |                   |                 |             |           |                   |             |                   |               |           |             |             |
| 李奕䫆       |                   |                 |             |           |                   |             |                   |               |           |             |             |
| 尚-皮耶·李奧 |                   |                 |             |           |                   |             |                   |               |           |             |             |
| 諾曼·阿頓    |                   |                 |             |           |                   |             |                   |               |           |             |             |

## 獎項

### 金馬獎
| 年份   | 頒獎典禮     | 獎項                | 影片       | 結果 |
| ------ | ------------ | ------------------- | ---------- | ---- |
| 1986年 | 第23屆金馬獎 | 最佳改編劇本        | 陽春老爸   | 提名 |
| 1992年 | 第29屆金馬獎 | 最佳導演            | 青少年哪吒 | 提名 |
| 1992年 | 第29屆金馬獎 | 最佳原著劇本        | 青少年哪吒 | 提名 |
| 1994年 | 第31屆金馬獎 | 最佳劇情片          | 愛情萬歲   | 獲獎 |
| 1994年 | 第31屆金馬獎 | 最佳導演            | 愛情萬歲   | 獲獎 |
| 2001年 | 第38屆金馬獎 | 最佳劇情片          | 你那邊幾點 | 提名 |
| 2001年 | 第38屆金馬獎 | 最佳導演            | 你那邊幾點 | 提名 |
| 2001年 | 第38屆金馬獎 | 最佳原著劇本        | 你那邊幾點 | 提名 |
| 2001年 | 第38屆金馬獎 | 評審團特別獎-個人獎 | 你那邊幾點 | 獲獎 |
| 2002年 | 第39屆金馬獎 | 最佳創作短片        | 天橋不見了 | 提名 |
| 2003年 | 第40屆金馬獎 | 最佳劇情片          | 不散       | 提名 |
| 2003年 | 第40屆金馬獎 | 最佳導演            | 不散       | 提名 |
| 2005年 | 第42屆金馬獎 | 最佳劇情片          | 天邊一朵雲 | 提名 |
| 2005年 | 第42屆金馬獎 | 最佳導演            | 天邊一朵雲 | 提名 |
| 2009年 | 第46屆金馬獎 | 最佳劇情片          | 臉         | 提名 |
| 2009年 | 第46屆金馬獎 | 最佳導演            | 臉         | 提名 |
| 2013年 | 第50屆金馬獎 | 最佳劇情片          | 郊遊       | 提名 |
| 2013年 | 第50屆金馬獎 | 最佳導演            | 郊遊       | 獲獎 |
| 2015年 | 第52屆金馬獎 | 最佳創作短片        | 無無眠     | 提名 |
| 2019年 | 第56屆金馬獎 | 最佳紀錄片          | 你的臉     | 獲獎 |
| 2020年 | 第57屆金馬獎 | 最佳劇情片          | 日子       | 提名 |
| 2020年 | 第57屆金馬獎 | 最佳導演            | 日子       | 提名 |
| 2021年 | 第58屆金馬獎 | 最佳紀錄短片        | 良夜不能留 | 提名 |
| 2023年 | 第60屆金馬獎 | 最佳紀錄片          | 何處       | 提名 |

### 坎城影展
| 年份   | 頒獎典禮       | 獎項                 | 影片       | 結果 |
| ------ | -------------- | -------------------- | ---------- | ---- |
| 1998年 | 第51屆坎城影展 | 金棕櫚獎             | 洞         | 提名 |
| 1998年 | 第51屆坎城影展 | 費比西獎             | 洞         | 獲獎 |
| 2001年 | 第54屆坎城影展 | 金棕櫚獎             | 你那邊幾點 | 提名 |
| 2001年 | 第54屆坎城影展 | 高等技術大獎錄音項目 | 你那邊幾點 | 獲獎 |
| 2009年 | 第62屆坎城影展 | 金棕櫚獎             | 臉         | 提名 |

### 威尼斯影展
| 年份   | 頒獎典禮                   | 獎項           | 影片       | 結果 |
| ------ | -------------------------- | -------------- | ---------- | ---- |
| 1994年 | 第51屆威尼斯影展           | 金獅獎         | 愛情萬歲   | 獲獎 |
| 1994年 | 第51屆威尼斯影展           | 費比西獎       | 愛情萬歲   | 獲獎 |
| 2003年 | 第60屆威尼斯影展           | 金獅獎         | 不散       | 提名 |
| 2003年 | 第60屆威尼斯影展           | 費比西獎       | 不散       | 獲獎 |
| 2006年 | 第63屆威尼斯影展           | 金獅獎         | 黑眼圈     | 提名 |
| 2013年 | 第70屆威尼斯影展           | 金獅獎         | 郊遊       | 提名 |
| 2013年 | 第70屆威尼斯影展           | 評審團大獎     | 郊遊       | 獲獎 |
| 2013年 | 第70屆威尼斯影展           | 金鼠獎特別提及 | 郊遊       | 獲獎 |
| 2015年 | 第72屆威尼斯影展           | 酷兒獅獎       | 那日下午   | 提名 |
| 2017年 | 第74屆威尼斯影展VR競賽單元 | 最佳影片       | 家在蘭若寺 | 提名 |

### 柏林影展
| 年份   | 頒獎典禮       | 獎項             | 影片       | 結果 |
| ------ | -------------- | ---------------- | ---------- | ---- |
| 1997年 | 第47屆柏林影展 | 金熊獎           | 河流       | 提名 |
| 1997年 | 第47屆柏林影展 | 評審團大獎銀熊獎 | 河流       | 獲獎 |
| 1997年 | 第47屆柏林影展 | 費比西獎         | 河流       | 獲獎 |
| 2005年 | 第55屆柏林影展 | 金熊獎           | 天邊一朵雲 | 提名 |
| 2005年 | 第55屆柏林影展 | 傑出藝術貢獻獎   | 天邊一朵雲 | 獲獎 |
| 2005年 | 第55屆柏林影展 | 亞佛雷德鮑爾獎   | 天邊一朵雲 | 獲獎 |
| 2005年 | 第55屆柏林影展 | 費比西獎         | 天邊一朵雲 | 獲獎 |
| 2020年 | 第70屆柏林影展 | 金熊獎           | 日子       | 提名 |
| 2020年 | 第70屆柏林影展 | 泰迪熊獎評審團獎 | 日子       | 獲獎 |

### 亞洲電影大獎
| 年份   | 頒獎典禮           | 獎項         | 影片       | 結果 |
| ------ | ------------------ | ------------ | ---------- | ---- |
| 2007年 | 第1届亞洲電影大獎  | 最佳導演     | 黑眼圈     | 提名 |
| 2008年 | 第2届亞洲電影大獎  | 最佳美術指導 | 幫幫我愛神 | 提名 |
| 2014年 | 第8届亞洲電影大獎  | 最佳劇情片   | 郊遊       | 提名 |
| 2014年 | 第8届亞洲電影大獎  | 最佳導演     | 郊遊       | 提名 |
| 2020年 | 第14屆亞洲電影大獎 | 最佳導演     | 日子       | 提名 |

### 台北電影獎
| 年份   | 頒獎典禮         | 獎項                 | 影片       | 結果 |
| ------ | ---------------- | -------------------- | ---------- | ---- |
| 1998年 | 第1屆台北電影獎  | 商業類年度評審團大獎 | 洞         | 獲獎 |
| 2004年 | 第6屆台北電影獎  | 最佳劇情長片         | 不散       | 獲獎 |
| 2004年 | 第6屆台北電影獎  | 媒體推薦獎           | 不散       | 獲獎 |
| 2005年 | 第7屆台北電影獎  | 最佳劇情長片         | 天邊一朵雲 | 獲獎 |
| 2007年 | 第9屆台北電影獎  | 百萬首獎             | 黑眼圈     | 獲獎 |
| 2015年 | 第17屆台北電影獎 | 最佳導演             | 無無眠     | 獲獎 |
| 2015年 | 第17屆台北電影獎 | 最佳短片             | 無無眠     | 提名 |
| 2019年 | 第21屆台北電影獎 | 最佳導演             | 你的臉     | 獲獎 |
| 2019年 | 第21屆台北電影獎 | 最佳紀錄片           | 你的臉     | 獲獎 |
| 2019年 | 第21屆台北電影獎 | 最佳配樂             | 你的臉     | 獲獎 |
| 2020年 | 第22屆台北電影獎 | 最佳劇情長片         | 日子       | 提名 |
| 2020年 | 第22屆台北電影獎 | 最佳導演             | 日子       | 提名 |

### 新加坡國際電影節
| 年份   | 頒獎典禮               | 獎項       | 影片     | 結果 |
| ------ | ---------------------- | ---------- | -------- | ---- |
| 1994年 | 第8屆新加坡國際電影節  | 銀屏獎     | 愛情萬歲 | 獲獎 |
| 1997年 | 第11屆新加坡國際電影節 | 評審團大獎 | 河流     | 獲獎 |
| 1998年 | 第12屆新加坡國際電影節 | 銀屏獎     | 洞       | 獲獎 |
| 1998年 | 第12屆新加坡國際電影節 | 最佳導演   | 洞       | 獲獎 |

### 芝加哥國際影展
| 年份   | 頒獎典禮             | 獎項             | 影片       | 結果 |
| ------ | -------------------- | ---------------- | ---------- | ---- |
| 1997年 | 第34屆芝加哥國際影展 | 銀雨果評審特別獎 | 河流       | 獲獎 |
| 1998年 | 第35屆芝加哥國際影展 | 金雨果獎         | 洞         | 獲獎 |
| 2001年 | 第38屆芝加哥國際影展 | 評審團大獎       | 你那邊幾點 | 獲獎 |
| 2001年 | 第38屆芝加哥國際影展 | 最佳導演         | 你那邊幾點 | 獲獎 |

### 台灣影評人協會獎
| 年份   | 頒獎典禮              | 獎項     | 影片   | 結果 |
| ------ | --------------------- | -------- | ------ | ---- |
| 2020年 | 第1屆台灣影評人協會獎 | 最佳導演 | 你的臉 | 獲獎 |
| 2024年 | 第5屆台灣影評人協會獎 | 最佳導演 | 日子   | 提名 |

### 其他
| 年份   | 頒獎典禮                   | 獎項             | 影片       | 結果 |
| ------ | -------------------------- | ---------------- | ---------- | ---- |
| 1993年 | 第6屆東京國際電影節        | 櫻花銅獎         | 青少年哪吒 | 獲獎 |
| 1993年 | 第15屆南特影展             | 最佳首部劇情片獎 | 青少年哪吒 | 獲獎 |
| 1994年 | 第13屆都靈電影節           | 最佳影片獎       | 青少年哪吒 | 獲獎 |
| 1994年 | 第16屆南特影展             | 最佳導演         | 愛情萬歲   | 獲獎 |
| 2001年 | 第46屆亞太影展             | 最佳影片         | 你那邊幾點 | 獲獎 |
| 2001年 | 第46屆亞太影展             | 最佳導演         | 你那邊幾點 | 獲獎 |
| 2003年 | 第25屆南特影展             | 最佳導演         | 不散       | 獲獎 |
| 2010年 | 第15屆釜山國際電影節       | 亞洲年度電影人獎 | 不適用     | 獲獎 |
| 2015年 | 第48屆美國國家影評人協會獎 | 最期待電影       | 郊遊       | 獲獎 |
| 2021年 | 第12屆青年電影手冊年度盛典 | 年度華語十佳影片 | 日子       | 提名 |
| 2021年 | 第12屆青年電影手冊年度盛典 | 年度導演         | 日子       | 提名 |
| 2021年 | 第12屆青年電影手冊年度盛典 | 年度編劇         | 日子       | 提名 |
| 2023年 | 第76屆盧卡諾影展           | 榮譽金豹獎       | 不適用     | 獲獎 |

### 電視金鐘獎
| 年份   | 頒獎典禮     | 獎項       | 影片                                   | 結果 |
| ------ | ------------ | ---------- | -------------------------------------- | ---- |
| 1991年 | 第26屆金鐘獎 | 電視導播獎 | 華視劇展－《小市民天空－麗香的感情線》 | 獲獎 |
| 1992年 | 第27屆金鐘獎 | 導播獎     | 華視劇場－《小市民的天空－給我一個家》 | 獲獎 |

## 作品

### 劇情長片
| 年分 | 電影           | 備註 |
| ---- | -------------- | --- |
| 1992 | 《青少年哪吒》 | 中時晚報電影獎最佳影片 東京國際影展銅獎 南特影展最佳首部劇情片獎 提名-金馬獎最佳導演 提名-金馬獎最佳原著劇本                                                                              |
| 1994 | 《愛情萬歲》   | (第51屆威尼斯影展正式競賽片) 威尼斯影展金獅獎 威尼斯影展費比西國際影評人獎 金馬獎最佳劇情片 金馬獎最佳導演 南特影展最佳導演獎 新加坡國際電影節銀屏獎                                      |
| 1997 | 《河流》       | (第47屆柏林影展正式競賽片) 柏林影展評審團特別銀熊獎 柏林影展費比西國際影評人獎 芝加哥影展評審團大獎 新加坡國際電影節評審團大獎                                                            |
| 1998 | 《洞》         | (第51屆坎城影展正式競賽片) 坎城影展費比西國際影評人獎 芝加哥影展金雨果獎 新加坡國際電影節銀屏獎 新加坡國際電影節最佳導演獎                                                                |
| 2001 | 《你那邊幾點》 | (第54屆坎城影展正式競賽片) 金馬獎評審團特別獎 芝加哥影展評審團大獎 芝加哥影展最佳導演 提名-金馬獎最佳劇情片 提名-金馬獎最佳導演 提名-金馬獎最佳原著劇本                                   |
| 2003 | 《不散》       | (第60屆威尼斯影展正式競賽片) 威尼斯影展費比西國際影評人獎 金馬獎年度最佳臺灣電影 台北電影獎最佳劇情長片 台北電影獎媒體推薦獎 南特影展最佳導演獎 提名-金馬獎最佳劇情片 提名-金馬獎最佳導演 |
| 2005 | 《天邊一朵雲》 | (第55屆柏林影展正式競賽片) 柏林影展傑出藝術成就銀熊獎 柏林影展亞佛雷德鮑爾獎 柏林影展費比西國際影評人獎 台北電影獎最佳劇情長片 提名-金馬獎最佳劇情片 提名-金馬獎最佳導演                  |
| 2006 | 《黑眼圈》     | (第63屆威尼斯影展正式競賽片) 台北電影獎百萬首獎 提名-亞洲電影大獎最佳導演 |
| 2009 | 《臉》         | (第62屆坎城影展正式競賽片) 提名-金馬獎最佳劇情片 提名-金馬獎最佳導演 |
| 2013 | 《郊遊》       | (第70屆威尼斯影展正式競賽片) 威尼斯影展評審團大獎 金馬獎最佳導演 國家影評人協會獎最佳美國未發行電影獎 提名-金馬獎最佳劇情片 提名-亞洲電影大獎最佳導演 提名-華語電影傳媒大獎最佳導演獎     |
| 2020 | 《日子》       | (第70屆柏林影展正式競賽片) 柏林影展泰迪熊獎評審團獎 提名-金馬獎最佳劇情片 提名-金馬獎最佳導演 提名-亞洲電影大獎最佳導演                                                                   |

### 電影編劇作品
| 年分 | 電影                    | 備註                            |
| ---- | ----------------------- | ------------------------------- |
| 1982 | 《風車與火車》          | 導演：張佩成                    |
| 1982 | 《小逃犯》              | 導演：張佩成                    |
| 1983 | 《策馬入林》            | 導演：王童 與小野聯合編劇       |
| 1984 | 《陽春老爸》            | 導演：王童 與于光中聯合編劇     |
| 1984 | 《好小子Ⅲ：苦兒流浪記》 | 導演：林福地                    |
| 1987 | 《黃色故事》            | 導演：張艾嘉、王小棣 第一段編劇 |

### 短片
| 年分 | 電影               | 備註                                       |
| ---- | ------------------ | ------------------------------------------ |
| 2001 | 《與神對話》       |                                            |
| 2002 | 《天桥不见了》     | 提名-金馬獎最佳創作短片                    |
| 2004 | 《歡迎來到聖保羅》 |                                            |
| 2007 | 《是夢》           | (《浮光掠影：每個人心中的電影院》其中一段) |
| 2008 | 《蝴蝶夫人》       |                                            |
| 2012 | 《行者》           |                                            |
| 2012 | 《無色》           |                                            |
| 2012 | 《金剛經》         |                                            |
| 2012 | 《夢遊》           |                                            |
| 2013 | 《行在水上》       | (《南方來信》其中一段)                     |
| 2014 | 《西遊》           |                                            |
| 2015 | 《無無眠》         | 台北電影獎最佳導演 提名-金馬獎最佳創作短片 |
| 2015 | 《秋日》           |                                            |
| 2017 | 《家在蘭若寺》     | 提名-威尼斯影展VR競賽單元最佳影片          |
| 2018 | 《沙》             |                                            |
| 2018 | 《光》             |                                            |
| 2021 | 《月亮樹》         |                                            |
| 2021 | 《漫不經心》       |                                            |

### 紀錄片/其他
| 年分 | 電影             | 備註 |
| ---- | ---------------- | --- |
| 2008 | 《沉睡在黑水中》 | |
| 2014 | 《那日下午》     | （第72屆威尼斯影展非競賽片(Fiction)） |
| 2018 | 《你的臉》       | （第75屆威尼斯影展非競賽片(Non-fiction)） 第56屆金馬獎最佳紀錄片 第21屆台北電影獎最佳紀錄片 第21屆台北電影獎最佳導演 第21屆台北電影獎最佳配樂 - 坂本龍一 |
| 2021 | 《良夜不能留》   | （第78屆威尼斯影展非競賽片(Non-Fiction)） |
| 2023 | 《何處》         | 入圍第60屆金馬獎最佳紀錄片 |
| 2024 | 《無所住》       | （第74屆柏林影展特別展映 (Berlinale Special)） |
| 2024 | 《西寧國宅》     | |
| 2025 | 《回家》         | 第82屆威尼斯影展非競賽片 |

### 舞台劇
| 年分 | 劇名                     |
| ---- | ------------------------ |
| 1981 | 《速食炸醬面》           |
| 1982 | 《黑暗裡一扇打不開的門》 |
| 1983 | 《房間裡的衣櫥》         |
| 1994 | 《公寓春光外洩》         |
| 2011 | 《只有你》               |
| 2014 | 《玄奘》                 |

### 電視
| 年分 | 劇名                                            | 備註       |
| ---- | ----------------------------------------------- | ---------- |
| 1989 | 《快樂車行 Far Away》劇集                       | 多集導演   |
| 1989 | 《不了情 Endless Love》連續劇                   | 編劇       |
| 1989 | 《海角天涯 All Corners of the World》單元劇     | 導演、編劇 |
| 1990 | 《我的英文名字叫瑪麗》單元劇                    | 導演、編劇 |
| 1990 | 《麗香的感情線》單元劇                          | 導演、編劇 |
| 1990 | 《阿雄的初戀情人 Ah-Hsiung's First Love》單元劇 | 導演、編劇 |
| 1991 | 《給我一個家》單元劇                            | 導演、編劇 |
| 1991 | 《秀月的嫁妝 Hsio Yueh's Dowry》單元劇          | 導演、編劇 |
| 1991 | 《小孩》單元劇                                  | 導演、編劇 |
| 1995 | 《我新認識的朋友 My New Friends》紀錄片         | 導演       |
| 2004 | 公共電視《絕地花園罕見疾病系列--我的臭小孩》    | 導演       |

### 廣告
- 1998年：郭元益食品（主演李康生、陳湘琪）

### MV
- 2004年：No Name 余荃斌 - 《例外》（主演李康生、陳湘琪）

### 演唱會
| 年份   | 演唱會名稱                           | 場館       | 備註 |
| 2017年 | 《聽我細訴——蔡明亮的夏日之歌》演唱會 | 北師美術館 |      |

## 相關文獻及學術研究
- 蔡明亮研究，聞天祥，文化大學藝術研究所，1997。
- 台灣「新電影」論述形構之歷史分析（1965～2000），國立政治大學新聞研究所碩士論文，張世倫，2001。
- 都市的漫遊者——蔡明亮電影中的台北人，輔仁大學大眾傳播學研究所，陳怡華，2001。
- 離群索居現代人——思考蔡明亮電影中的現代性，國立政治大學新聞研究所，董高志，2004。
- 身體電影：蔡明亮電影中的身體影像，國立交通大學外國文學與語言學碩士班，陳姿穎，2007。（英文）
- 後現代拼貼：蔡明亮《天邊一朵雲》中陳湘琪的欲／慾望建構，淡江大學法國語文學系碩士班，黃聖閎，2007。（法文）
- 論蔡明亮電影中的女性主義敢曝——以《洞》和《天邊一朵雲》為例，國立成功大學藝術研究所，凃倚佩，2008。
- 載歌載舞：蔡明亮歌舞電影中的複調與狂歡，高雄師範大學美術學研究所，劉星佑，2013。
- 當代「鏡花緣」──蔡明亮電影《臉》的「哀悼日記」，國立中央大學法國語文學研究所，巫冠蓉，2013。

## 外部連結
- 蔡明亮的Facebook專頁
- 蔡明亮的新浪微博
- 蔡明亮在互联网电影资料库（IMDb）上的資料（英文）
- 蔡明亮在台灣電影網上的資料（繁體中文）
- . 台北市電影委員會.   [2020-07-26]. （原始内容存档于2020-07-26）.
- . 中文電影資料庫.   [2020-12-16]. （原始内容存档于2019-12-02）.
- 蔡明亮在香港影庫上的簡介
- 蔡明亮在豆瓣上的资料（简体中文）
- 蔡明亮在时光网上的簡介（简体中文）